# Aizik Horwitz
Aizik Horwitz (în idiș ‏אײַזיק הורװיץ‏‎ — Aizik Hurviț, în rusă Айзик Гурвиц, transliterat: Aizik Gurvitz; n. 19 decembrie 1885, Dubăsari, gubernia Herson, Imperiul Rus – , Kfar Giladi⁠(d), Districtul de Nord, Israel) a fost un evreu transnistrean, scriitor, prozator, jurnalist și regizor de teatru australian, american și israelian.

## Biografie
S-a născut în târgul Dubăsari din ținutul Tiraspol, gubernia Herson, Imperiul Rus (actualmente în Transnistria, Republica Moldova). A studiat la hederul din localitatea natală. Când avea șase ani, tatăl său a murit brusc, iar la vârsta de cincisprezece ani a fost nevoit să renunțe la școală și să înceapă să lucreze. A fost membru al primei organizații sioniste din Dubăsari, apoi a locuit în Odesa și Siberia, a slujit în armata țaristă. În 1907 a emigrat în Palestina, a lucrat în diferite așezări. La începutul anului 1910 a plecat în Australia, unde a lucrat într-o fabrică din Melbourne, apoi în exploatarea aurului din vestul țării. Revenind la Melbourne a schimbat mai multe profesii, a fost director în mai multe companii de teatru în idiș și ebraică, cofondator al societății culturale și al bibliotecii naționale „Kadima” (1911).
În anii 1912-1918 a trăit în Chicago și New York, a participat la mișcarea muncitorească sub auspiciile Partidului Socialist și al organizației Der Arbeter Ring. Ulterior, s-a alăturat Legiunii Evreiești și a luptat pe fronturile Primului Război Mondial din Palestina. După demobilizare, s-a stabilit pentru scurt timp la Jaffa, apoi a locuit la Nairobi (Africa de Vest Britanică), unde a lucrat într-un spital iar în 1921 s-a întors în Australia. În 1951 a plecat în Israel, unde a locuit ultimii ani.
A debutat în ebraică în ziarul Ha-Tsfira (Varșovia, 1903) cu jurnalism și proză documentară pe tema pogromului de la Dubăsari (1903). A publicat în periodicele din ambele limbi ebraice, inclusiv Der fraynd („Prietenul”, Varșovia), Shikager forverts (Chicago), Yudishe arbayter-velt („Lumea muncii evreiești”, Chicago), Yudishe gazeten („Gazeta evreiască”, New York), Oystralishe yidishe nayes („Știrile evreiești australiene”, Melbourne). A cofondat Oystralyer lebn („Viața australiană”), unul dintre cele două cotidiene idiș din Australia. În al doilea volum al „Almanahului evreiesc australian” (Oistralish Yidischer Almanac) și-a publicat lucrarea despre nașterea vieții culturale evreiești în Australia. Dos tog-bukh fun a Yiddishn Legionnaire („Jurnalul unui legionar evreu”) a fost publicat în Yiddish Arbeter Welt din Chicago; „Memoriile unui miner de aur” (Di zihroines fun a gold-groeter) a fost publicat în New York Yiddish Gazette. Mein Lebn („Viața mea”) a fost publicat în Buenos Aires în 1965. Pe lângă propriul nume, a fost publicat și sub pseudonimul „Balakil”.